# سیارک ۲۴۳۷۰
سیارک ۲۴۳۷۰ (به انگلیسی: 24370 Marywang، نامگذاری:2000AX139) بیست و چهار هزار و سیصد و هفتادمین سیارک کشف شده‌است که در ۵ ژانویه ۲۰۰۰ کشف شد.
قدر مطلق سیارک برابر ۱۱.۷ است.